# Suchy Wierch Jaworowy
Suchy Wierch Jaworowy (słow. Veľký Baboš, 1523 m n.p.m.) – wybitny szczyt reglowy w słowackich Tatrach Wysokich. Jest to najwybitniejsze wzniesienie w północno-wschodnim ramieniu Szerokiej Jaworzyńskiej (Široká) oddzielającym Dolinę Szeroką (Široká dolina) od głównej osi Doliny Jaworowej (Javorová dolina). Od Murowanego Koszaru (Košiar, 1870 m) oddzielony jest głęboką, bezleśną Suchą Przełęczą Jaworową (Sedlo pod Košiarom, 1356 m), a od Babosia (Malý Baboš, 1472 m) – Babosią Przełęczą (Babošie sedlo, 1397 m). Porośnięty jest górnoreglowym lasem, przerzedzonym przez liczne wiatrołomy. Na wschodnim zboczu (opadającym ku Dolinie Jaworowej) znajdują się Urwana Skała (1456 m) oraz liczne mniejsze wapienne skałki. Na szczyt nie prowadzi żaden szlak turystyczny.